# 黒の男
『黒の男』（くろのおとこ）は、渋沢さつきによる日本の漫画作品。『別冊近代麻雀』（竹書房）にて、1996年より1998年まで連載された。単行本は全2巻。

## 概要
この作品は『白 HAKU』に登場した大鷲組代打ち・十字猛夫を主人公としたスピンオフ作品。物語の流れでは十字が「白」こと、水野義江と出会う前を描く。ラストシーンは『白 HAKU』の第1話とリンクしている。

## 登場人物
※印は「白 HAKU」にも登場している人物である。
※十字　猛夫（じゅうじ たけお）
『白 HAKU』の主要人物で本作の主人公。大鷲組の代打ち。過去に図らずも犯してしまった罪を償うため、大鷲組で打ち続ける。
※大鷲（おおわし）
大鷲組組長。十字に誤って息子を殺されたが、十字を重用する。終盤、神代にある提案をする。
※鬼無（きなし）
大鷲組若頭。大鷲の息子を殺してしまった十字を憎んでいたが、のち親友となる。
※鈴（れい）
バー「手白香」の従業員。徐々に十字と距離を縮める。
※倉橋（くらはし）
刑事であるが、金と引き換えに鬼無に情報提供を行う。
火場（ひば）
恐神会若頭。恐神会の実権を握る。
神代（しんだい）
恐神会会長。眼鏡をかけている。
星（しん）
中国マフィアの若手グループのリーダー。十字と二度対戦するが、いずれも敗れる。その後火場に差し向けられた部下の銃撃から十字を庇い、命を落とす。
郡　修一（こおり　しゅういち）
プロ雀士。実は十界寺温羅坊の息子。自分を跡取りに選ばなかった父を憎み、十字を利用して復讐しようとする。
殺女（あやめ）
十界寺温羅坊の娘で、郡の妹。優れた雀力を持つが、父に強制的に跡取りにされたことで麻雀を嫌う。
十界寺　温羅坊（じゅっかいじ　うらぼう）
十界寺の主。本作のラスボス。郡と殺女の父でもある。
※白（はく）
『白 HAKU』の主人公。ラストシーンにのみ登場。

## 単行本
- 1巻 1997年4月1日発売 ISBN 978-4812451113
- 2巻 1998年2月1日発売 ISBN 978-4812451854